# 宫明·姜巴曲日木
宫明·姜巴曲日木（1932年10月5日—1987年3月28日），男，蒙古族，新疆乌苏人，第九世（不计追认）宫明活佛。新疆藏传佛教领袖。

## 生平
宫明·姜巴曲日木于1932年10月5日生于乌苏县土尔扈特部一个贫困牧民家庭。3岁时被认定为八世宫明活佛的转世灵童，迎到和静县巴仑台黄庙坐床，正式接任宫明活佛。青年时期一直在巴仑台黄庙学习藏传佛教经典。
1950年代初期，宫明将历代宫明活佛拥有的一座别墅腾空，创设了巴仑台地区第一所藏语小学，并自任校长。经其动员，五百多位蒙古族少年入该校学习，宫明还自己承担了这些学生一半的学习费用。在抗美援朝运动中，宫明为支援抗美援朝战争而捐献了二十五匹马、一百只羊。
文化大革命期间，巴仑台黄庙被新疆军区十四医院所占用。文化大革命结束后，宫明出任新疆维吾尔自治区政协第四、五届副主席。他还借落实宗教政策的机会，使巴仑台黄庙退赔工作顺利进行。他亲自率新疆维吾尔自治区佛教人士参观朝拜团赴北京、西藏等地参访，其间朝拜了拉萨哲蚌寺郭莽扎仓，第一世宫明活佛顿鲁布嘉措曾是该扎仓的堪布。
他曾任全国政协委员、中国佛教协会副会长、新疆维吾尔自治区政协副主席、新疆维吾尔自治区佛教协会会长。
1987年，宫明·姜巴曲日木在北京参加全国政协会议期间，突然患心脏骤停症，后经抢救无效。1987年3月28日凌晨，宫明·姜巴曲日木圆寂，享年55岁。